# Razmataz
Razmataz  è l'undicesimo album registrato in studio e con canzoni inedite del cantautore Paolo Conte.

## Il disco
Testi, musiche e disegni sono di Paolo Conte.
Tutte le musiche e le canzoni sono tratte dalla colonna sonora del musical-vaudeville RazMaTaz dello stesso Paolo Conte.

## Tracce
1. Razzmatazz – 2:08
2. Paris, les paris – 2:30
3. Guaracha – 3:12
4. La reine noire – 1:41
5. It's a green dream (1) – 2:56
6. Ça depend – 2:09
7. Talent scout man – 3:18
8. Aigrette et sa valse – 1:34
9. The yellow dog – 3:13
10. La danse – 0:27
11. The black Queen – 4:37
12. La java javanaise – 2:28
13. That's my opinion – 2:10
14. Guitars – 1:42
15. La petite tendresse – 3:56
16. Pasta "diva" – 1:02
17. It's a green dream (2) – 3:49
18. Mozambique fantasy (ouverture) – 8:20

## Formazione
- Paolo Conte - voce, pianoforte
- Leo Martina - organo Hammond
- Daniele Dall'Omo - chitarra
- Massimo Pitzianti - clarinetto, pianoforte, fisarmonica, bandoneon
- Marta Caldara - pianoforte
- Alessio Menconi - chitarra
- Daniele Di Gregorio - batteria, pianoforte
- Anna Barbero - pianoforte
- Jino Touche - chitarra, contrabbasso
- Alberto Mandarini - tromba
- Rudy Migliardi - trombone
- Gianpiero Malfatto - trombone, tuba
- Enrico Bellati - corno francese
- Claudio Chiara - sax alto
- Luca Velotti - clarinetto, sassofono soprano